# ヨーゼフ・フェルディナント・フォン・エスターライヒ
ヨーゼフ・フェルディナント・フォン・エスターライヒ＝トスカーナ（ドイツ語: Joseph Ferdinand von Österreich-Toskana, 1872年5月24日 - 1942年8月25日）は、オーストリア＝ハンガリー帝国の皇族、軍人。

## 生涯
トスカーナ大公国最後の大公フェルディナンド4世がオーストリアに亡命後の1872年に、パルマ公女アリツィア（カルロ3世の次女）との間に次男として生まれる。最後のオーストリア皇后ツィタは母方の従妹に当たる。ザルツブルクで生まれ育ち、テレジア士官学校を出てからは軍人の道を進んだ。
1908年に父が亡くなると、皇族の地位を放棄していた兄レオポルト・フェルディナントに代わってトスカーナ大公家の家長となった。
第一次世界大戦が勃発すると、ガリツィア方面で第14軍団を指揮した。当初はロシア軍に対し優位に戦いを進めたが、南方の第3軍が敗走するとオーストリア＝ハンガリー軍も敗退が相次ぎ、ガリツィア地方を放棄して後退を余儀なくされる。間もなくヨーゼフ・フェルディナントは第4軍の指揮を任命された。翌1915年、反撃に転じた独墺軍はロシア軍を大幅に後退させ、第4軍はルーツク方面の前線まで出る。翌年には上級大将に昇進した。ここまでは戦線も優位に安定しており順調だったが、ロシア軍は攻勢を開始し（ブルシーロフ攻勢）、第4軍は壊滅的被害を受ける。これによりヨーゼフ・フェルディナントは第4軍の指揮官を解任された。その後、新皇帝カール1世によって後方支援の別の役職に割り当てられ、そのまま敗戦を迎えた。
敗戦後、旧皇族はオーストリアへの入国を禁止されるが、ヨーゼフ・フェルディナントはハプスブルク法を受諾することで、ウィーンにとどまり余生を過ごした。しかし時代の流れはウィーンを巻き込み、1938年、ナチス・ドイツはオーストリアを併合した（アンシュルス）。フェルディナントはナチスの機関によって抑留され、ダッハウ強制収容所に監禁された。しかし間もなくヘルマン・ゲーリングの取り成しで釈放され、ウィーンに戻り1942年8月に70歳で死去した。
弟のペーター・フェルディナントがハプスブルク＝トスカーナ家家長を継いだ。

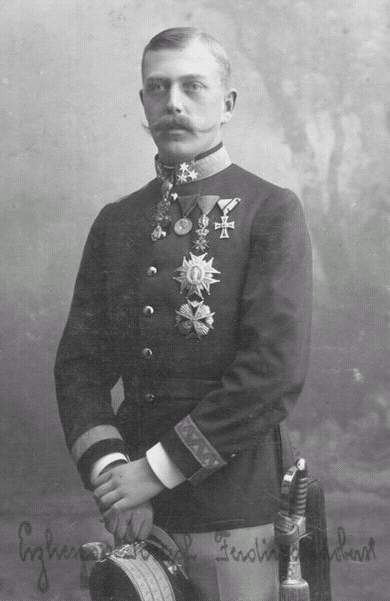
ヨーゼフ・フェルディナント（1895年）